# Клюненко Андрій Степанович
Андрій Степанович Клюненко (нар. 8 грудня 1905, село Грушівка, тепер Апостолівського району Дніпропетровської області — 25 квітня 1991, місто Запоріжжя) — український радянський діяч, журналіст, редактор запорізької обласної газети «Запорізька правда», головний редактор газети «Индустриальное Запорожье». Лауреат Державної премії УРСР імені Т. Г. Шевченка (за 1977 рік).

## Біографія
Народився в селянській родині.
З 1918 року — пастух, наймит. У 1920 році служив у Червоній армії, учасник Громадянської війни.
У кінці 1920-х — початку 1930-х роках — комсомольський активіст, організатор колгоспів. Деякий час очолював колгосп.
Член ВКП(б).
З 1932 року працював редактором районної газети «Червоний шлях», редактором обласної одеської газети «Чорноморська комуна».
У 1937 році був заарештований органами НКВС, півтора року перебував у в'язниці. 
З 1941 по 1945 рік служив у Червоній армії. Учасник німецько-радянської війни, агітатор політичного відділу 18-ї армії.
До травня 1956 року — заступник відповідального керівника Радіотелеграфного агентства України (РАТАУ).
У травні 1956—1963 роках — редактор обласної газети «Запорожская правда».
У 1963—1983 роках — головний редактор газети «Индустриальное Запорожье».
З 1983 року — на пенсії в місті Запоріжжі.

## Нагороди
- три ордени Трудового Червоного Прапора
- орден Вітчизняної війни І ст.
- орден Вітчизняної війни ІІ ст.
- орден Червоного Прапора
- орден Червоної Зірки
- орден «Знак Пошани» (4.05.1962)
- медаль «За відвагу»
- медалі
- Почесна грамота Президії Верховної Ради Української РСР (.12.1965)
- Лауреат Державної премії УРСР імені Т. Г. Шевченка (за 1977 рік; разом з В. Рєпіним, А. Фріманом, О. Шерстюком, І. Щербаком за книгу нарисів «Днепровские огни», в якій передає особисті спостереження  та враження про відбудову Дніпрогесу та «Запоріжсталі»)[1].